# Höckendorf
Höckendorf var en kommun i Landkreis Sächsische Schweiz-Osterzgebirge i Sachsen, Tyskland. Orten ligger ungefär 20 km söder om Dresden och 10 km norr om Dippoldiswalde. Kommunen Höckendorf upphörde den 31 december 2012 genom en sammanslagning med Pretzschendorf till den nya kommunen Klingenberg.
Följande Ortsteile låg i Höckendorf: Beerwalde, Borlas, Ruppendorf, Paulshain, Obercunnersdorf och Edle Krone.